# 四川省資陽中學
30°9′03.1″N 104°38′12.5″E / 30.150861°N 104.636806°E
四川省资阳中学，简称资阳中学、资中，位于中华人民共和国四川省资阳市，为四川省一级示范性普通高级中学。
学校创立于1906年，曾受到国务院嘉奖，评选为教育战线十六个全国先进单位。

## 历史
清乾隆五年（1740年）知县刘炽创办雁江书院。清光绪三十二年（1906年），在雁江书院成立资阳县官立中学堂，举人伍鋆任首任學堂監督:445。
1912年，根据中华民国教育部颁布的《中学校令》、《普通教育暂行办法》、《普通教育课程标准》规定，学校改名为资阳县立中学校、资阳县立高等小学校，学制改为四年，废除清朝时期一切守则:446。
据民国十四年本《资阳县志》记载：从1906年到1923年的旧制资阳中学的毕业生中，考入京师大学毕业的1人，考入四川高等学堂毕业的23人，考入国立成都高等师范大学毕业的28人，考入四川省立农业学堂毕业的19人，考入云南讲武堂毕业的1人，考入黄埔军校毕业的1人，共73人。:447
1924年，资阳县立中学校按《壬戌学制》改为三年制初级中学，更名为资阳县立初级中学校及附属高小，为四川改制最早的中学之一。:447
1934年，学年上期将高小分出，另成立资阳县立第一小学校，学校改名为资阳县立初级中学。:448
1944年，学校分为男中、女中，开始招收高中，女中设原雁江书院校舍。:449
1952年，男校与女校分别改名为四川省资阳县第一中学校和四川省资阳县第二中学校:450，1963年两校又合并为内江市第六中学。
1961年，定为现名四川省资阳中学。:452
1980年，1月，接资阳县文教局通知，校名改为四川省资阳县资阳中学。
1981年，入列四川省首批重点中学。
1993年6月,学校定为内江地区重点中学。

## 校园设施

### 老校区
1944年，学校分为男、女中。女中设原雁江书院校址，男中在操场动工修建一楼一底教学楼一栋。:449

## 学校特色
资阳中学体育特长生女子排球队于2006年成立，于第十五届中国中学生“广安景山杯” 排球联赛女子组中获得冠军。

## 知名校友
宋祺武，滑雪运动员，资阳中学高2019级毕业生，于2020-2021赛季全国跳台滑雪锦标赛上摘得两枚个人项目金牌。
李克强 (1963年)，清华大学车辆与运载学院教授，资阳中学高1980级一班毕业生:408，于2021年当选为中国工程院机械与运载工程学部院士。

## 引用
1. ↑  . gaokao.chsi.com.cn.   [2021-08-25]. （原始内容存档于2021-08-25）.
2. ↑  . www.scwmw.cn. 2018-03-08  [2021-08-22]. （原始内容存档于2021-08-21）.
3. ↑  . 中国统计出版社. 1996: 53  [2021-08-27]. ISBN 978-7-5037-2265-3. （原始内容存档于2021-08-27） （中文）.
4. ↑  中央教育科学研究所. . 教育科学出版社. 1984: 567  [2021-08-27]. （原始内容存档于2021-08-27） （中文）.
5. 1 2 3 4 5 6 7 8 9 10  《资阳中学志》编委会. . 1991  [2021-08-22]. OCLC 881686275. （原始内容存档于2021-08-21） （中文）.
6. ↑  教育大辞典编纂委员会. . 上海: 上海教育出版社. 1990: 570  [2021-12-11]. ISBN 978-7-5320-1852-9. OCLC 768510294. （原始内容存档于2021-12-11） （中文）.
7. ↑  四川資陽中學. . 1930  [2021-08-22]. OCLC 1054878983. （原始内容存档于2021-12-11） （中文）.
8. ↑  . 四川人民出版社. 1998: 1229  [2021-08-27]. ISBN 978-7-220-04111-2. （原始内容存档于2021-12-11） （中文）.
9. ↑  . 中共四川省委党校. 1996: 第75–86期  [2021-08-27]. （原始内容存档于2021-08-27） （中文）.
10. ↑  . 巴蜀书社. 1993: 724  [2021-08-25]. ISBN 978-7-80523-642-1. （原始内容存档于2021-08-25） （中文）.
11. ↑  . wenku.baidu.com.   [2021-08-27]. （原始内容存档于2021-12-11）.
12. ↑  . www.sohu.com.   [2021-08-25]. （原始内容存档于2021-12-11） （英语）.
13. ↑  . www.sohu.com.   [2021-08-25]. （原始内容存档于2021-08-25） （英语）.
14. ↑  . news.zzedu.net.cn.   [2021-08-25]. （原始内容存档于2021-12-11）.
15. ↑  . www.sczytv.com.   [2021-11-26]. （原始内容存档于2021-11-26）. 目前，宋祺武是资阳中学的一名高三学生。
16. ↑  . www.jiuquhe.com.   [2021-11-26]. （原始内容存档于2021-11-26）.